# Taumarunui
Taumarunui – miasto w Nowej Zelandii. Położone w środkowej części Wyspy Północnej, w regionie Manawatu-Wanganui, 4879 mieszkańców. (dane szacunkowe – styczeń 2010).